# أوسكار دي لا رينتا
أوسكار دي لا رينتا (بالإسبانية: Oscar de la Renta)‏ وهو مصمم أزياء دومينيكاني بورتوريكي أمريكي ولد في يوم 22 يوليو 1932 في مدينة سانتو دومينغو عاصمة جمهورية الدومينيكان وهو من أب بورتوريكي وأم دومينيكانية ويملك 3 جنسيات دومينيكانية وأمريكية و بورتوريكية وقد عمل مع كريستوبال بالانسياغا ومع جاكلين كينيدي.

## وفاته
رحل يوم الاثنين 20 أكتوبر 2014 عن عمر يناهز الـ 82، لم تعرف أسباب وفاته بعد لكن كان أوسكار قد صرح في أواخر أيامه أنه يعاني من مرض السرطان. يُذكر أن آخر مجموعة صممها الراحل كانت مجموعة ربيع 2015، كما صمم فستان زفاف أمل علم الدين زوجة الممثل جورج كلوني.

## روابط خارجية
- أوسكار دي لا رينتا على موقع IMDb (الإنجليزية)
- أوسكار دي لا رينتا على موقع الموسوعة البريطانية (الإنجليزية)
- أوسكار دي لا رينتا على موقع قاعدة بيانات برودواي على الإنترنت (الإنجليزية)
- أوسكار دي لا رينتا على موقع إن إن دي بي (الإنجليزية)
- أوسكار دي لا رينتا على موقع ديسكوغز (الإنجليزية)
- أوسكار دي لا رينتا على موقع قاعدة بيانات الفيلم (الإنجليزية)